# Quadrangle Derain
El quadrangle Derain (identificat amb el codi H-10) és un dels 15 quadrangles definits per la cartografia de Mercuri aprovats per la Unió Astronòmica Internacional. Això inclou la porció de la superfície de Mercuri situat en latitud d'entre 22° N i 22° S, i longitud entre 288º i 360° W.
El cràter Derain és l'estructura geològica situada a l'interior del quadrangle elegida com a epònim d'aquest quadrangle. Aquest nom va ser adoptat en 2011 després que la missió MESSENGER fes disponibles suficients imatges d'aquesta part de la superfície de Mercuri. No es va assignar abans d'aquest moment, ja que era un dels sis quadrangles que no van ser mapejats quan el Mariner 10 va fer els seus sobrevols el 1974 i 1975. Abans de la missió del MESSENGER el quadrangle s'anomenava Pieria, el nom de la característica d'albedo homònima que havia estat identificada històricament en aquesta porció de la superfície.
La gran conca Skinakas se superposa a la frontera d'aquest quadrangle i el veí quadrangle Eminescu (H-9).
|                                                                                               |
| La característica d'albedo Pieria en un mapa de Mercuri anterior a l'exploració del MESSENGER |